# Río Tirúa
Río Tirúa är ett vattendrag i Chile. Det ligger i den södra delen av landet, 600 km söder om huvudstaden Santiago de Chile.
I omgivningen kring Río Tirúa växer i huvudsak blandskog. Området är glesbefolkat, med 11 invånare per kvadratkilometer.